# Guaranacris
Guaranacris is een geslacht van rechtvleugeligen uit de familie veldsprinkhanen (Acrididae). De wetenschappelijke naam van dit geslacht is voor het eerst geldig gepubliceerd in 1944 door Rehn.

## Soorten
Het geslacht Guaranacris omvat de volgende soorten:
- Guaranacris rubripennis Perty, 1832
- Guaranacris specularis Bruner, 1906